# Ү

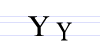
Der kyrillische Buchstabe Y.

Ү (kleingeschrieben ү) ist ein Buchstabe des kyrillischen Alphabets. Der Großbuchstabe sieht aus wie ein lateinisches Y, der Kleinbuchstabe hingegen ähnelt entfernt einem griechischen Gamma.
Der Buchstabe wird zur Verschriftlichung von nichtslawischen Sprachen verwendet und wird in aller Regel gesprochen wie das deutsche Ü (IPA: y).

## Zeichenkodierung
Im Unicode-Block Kyrillisch ist er folgendermaßen kodiert:
| Standard  | Standard    | Majuskel Ү                         | Minuskel ү                       |
| --------- | ----------- | ---------------------------------- | -------------------------------- |
| Unicode   | Codepoint   | U+04AE                             | U+04AF                           |
| Unicode   | Name        | CYRILLIC CAPITAL LETTER STRAIGHT U | CYRILLIC SMALL LETTER STRAIGHT U |
| UTF-8     | UTF-8       | D2 AE                              | D2 AF                            |
| XML/XHTML | dezimal     | &#1198;                            | &#1199;                          |
| XML/XHTML | hexadezimal | &#x04AE;                           | &#x04AF;                         |